# MacLean (Familienname)
MacLean oder Maclean ist ein englischer Familienname.

## Namensträger
- Alejandro Maclean (1969–2010), spanischer Kunstflugpilot und Filmproduzent
- Alex MacLean (* 1947), US-amerikanischer Fotograf
- Alistair MacLean (1922–1987), schottischer Thriller-Autor
- Angus MacLean (1914–2000), kanadischer Politiker
- Archer MacLean (1962–2022), britischer Spieleentwickler
- Bella Maclean (* 2000), britische Schauspielerin
- Brett MacLean (* 1988), kanadischer Eishockeyspieler
- Brittany MacLean (* 1994), kanadische Schwimmerin
- Charles Maclean (Mediziner) (um 1766–1825), britischer Arzt und Autor
- Charles Maclean, 9. Baronet (1798–1883), 1847 bis 1883 Chef des Clans Maclean
- Charles Maclean, Baron Maclean (1916–1990), britischer Landwirt und Hofbeamter, 1936 bis 1990 Chef des Clans Maclean
- Charles Fraser MacLean (1841–1924), US-amerikanischer Jurist
- Charles Rawden Maclean (John Ross; 1815–1880), schottischer Kapitän, Forscher und Gegner der Sklaverei
- Charles W. MacLean (1903–1985), Suffraganbischof von Long Island
- Craig MacLean (* 1971), schottischer Bahnradsportler
- Danielle MacLean, australische Drehbuchautorin, Filmregisseurin und -produzentin
- David Maclean, Baron Blencathra (* 1953), britischer Politiker (Conservative Party)
- Don MacLean (Basketballspieler) (* 1970), US-amerikanischer Basketballspieler
- Donald Maclean (Politiker) (1864–1932), britischer Politiker (Liberal Party), Abgeordneter des House of Commons, Bildungsminister
- Donald Maclean (Geheimagent) (1913–1983), britischer Diplomat und Geheimagent
- Donald MacLean (Eishockeyspieler) (* 1977), kanadischer Eishockeyspieler

- Dorothy Maclean (1920–2020), kanadische Dichterin und Autorin esoterischer Literatur
- Doug MacLean (* 1954), kanadischer Eishockeyfunktionär und -trainer
- Dougie MacLean (* 1954), schottischer Folkmusiker und Komponist
- Edward Maclean (* 1974), deutscher Bassist, Musical Director und Komponist
- Ella Maclean-Howell (* 2004), britische Radrennfahrerin
- Fitzroy Maclean (1911–1996), schottischer Diplomat, Offizier, Schriftsteller und Politiker
- Fred M. MacLean (1898–1976), US-amerikanischer Szenenbildner
- Gordon Lindsay Maclean (1937–2008), Ornithologe
- Gilbert MacLean, schottischer Geistlicher
- Harry MacLean (1908–1994), deutscher Kunstmaler, Bildhauer und Glaskünstler
- Heather Maclean (* 1972), US-amerikanische Autorin
- Heather MacLean (Leichtathletin) (* 1995), US-amerikanische Mittelstreckenläuferin
- Heather MacLean (Schwimmerin) (* 1992), kanadische Schwimmerin
- Hugh MacLean (1879–1909), US-amerikanischer Radrennfahrer
- Ida Maclean (1877–1944), englische Biochemikerin
- John Maclean (Chemiker) (1771–1814), schottisch-amerikanischer Chemiker
- John Maclean (Politiker, 1879) (1879–1923), schottischer Politiker
- John MacLean (Cricketspieler, 1901) (1901–1986), englischer Cricketspieler
- John Maclean (Politiker, 1929) (* 1929), kanadischer Politiker
- John Maclean (Cricketspieler, 1946) (* 1946), australischer Cricketspieler
- John MacLean (Eishockeyspieler) (* 1964), kanadischer Eishockeyspieler und -trainer
- John Maclean (Regisseur), schottischer Musiker (The Beta Band) und Regisseur
- John Duncan MacLean (1873–1948), kanadischer Politiker, Lehrer und Arzt
- Kama Maclean (* 1968), australische Historikerin
- Kate Maclean (* 1958), schottische Politikerin
- Katherine MacLean (1925–2019), US-amerikanische Science-Fiction-Autorin
- Lauchlan MacLean (1805–1879), deutscher Verwaltungs- und Ministerialbeamter und Parlamentarier
- Magnus Maclean (1857–1937), schottischer Elektroingenieur
- Malcolm Alexander MacLean (1842–1895), kanadischer Lehrer, Geschäftsmann und Politiker, Bürgermeister von Vancouver
- Mark Maclean (* 1963), schottischer Squashspieler
- Mike Maclean (* 1946), britischer Mittelstreckenläufer und Sprinter
- Norman Maclean (1902–1990), US-amerikanischer Autor, Literaturwissenschaftler und Hochschullehrer
- Oliver Maclean (* 1998), neuseeländischer Ruderer
- Paul MacLean (Eishockeyspieler) (* 1958), kanadischer Eishockeyspieler und -trainer
- Paul D. MacLean (1913–2007), US-amerikanischer Mediziner und Hirnforscher
- Quentin Maclean (1896–1962), englisch-kanadischer Organist, Komponist und Musikpädagoge
- Ron MacLean (* 1960), kanadischer Sportjournalist
- Rory MacLean (* 1954), kanadischer Schriftsteller
- Ross MacLean (* 1997), schottischer Fußballspieler
- Sorley MacLean (1911–1996), schottischer Dichter
- Steven Glenwood MacLean (* 1954), kanadischer Astronaut
- Steven MacLean (Fußballspieler) (* 1982), schottischer Fußballspieler
- The Juan MacLean, US-amerikanischer Musiker
- Thomas Nelson Maclean (1845–1894), britischer Bildhauer
- Uriah Adolphus Ashley Maclean (1944–2020), panamaischer Geistlicher, Weihbischof in Panama-Stadt, siehe Uriah Ashley